# Харрис, Эстель
Эсте́ль Ха́ррис (англ. Estelle Harris, в девичестве — Нуссба́ум англ. Nussbaum; 22 апреля 1928, Нью-Йорк, Нью-Йорк — 2 апреля 2022, Палм-Дезерт, Калифорния) — американская актриса и комедиантка.

## Биография
Эстель Нуссбаум родилась на Манхэттене (штат Нью-Йорк, США). Её родители, Айзек и Анна Нуссбаум, были эмигрантами польско-еврейского происхождения и владели кондитерской. Имела старшую сестру.
В 1953 году Эстель вышла замуж за Сая Харриса. В браке родилось трое детей. Харрис овдовела в 2021 году.
В 1977 году Эстель начала свою кинокарьеру под фамилией мужа — Харрис.
Наиболее известна ролями в различных комедийных сериалах и ситкомах, включая роль Мюриэл в «Всё тип-топ, или Жизнь Зака и Коди» (2005—2008). Харисс снималась в культовом комедийном сериале «Сайнфелд». Впервые появившись в эпизоде «Соревнование», она появлялась во всей оставшихся сезонах, вплоть до финальной серии в 1998 году.
20 сентября 2001 года Эстель и её муж Сай попали в автокатастрофу в Лос-Анджелесе и получили серьёзные травмы, от которых им удалось оправиться.
Скончалась 2 апреля 2022 года.

## Избранная фильмография
| Год       |   | Русское название                   | Оригинальное название         | Роль          |
| --------- | - | ---------------------------------- | ----------------------------- | ------------- |
| 2005—2008 | с | Всё тип-топ, или Жизнь Зака и Коди | The Suite Life of Zack & Cody | Мюриэл        |
| 2001      | ф | Спросите Синди                     | Good Advice                   | Ирис          |
| 2013      | ф | Клуб «CBGB»                        | CBGB                          | Берта Кристал |